# Collegium regium Stockholmense
Collegium regium Stockholmense även Academia stockholmensis, Collegium Stockholmense, Stockholmskollegiet, var en svensk högskola med ursprungligen katolsk studieinriktning, belägen vid Gråbrödraklostret på Riddarholmen i Stockholm, grundad 1576 av kung Johan III.
När det år 1580 upplösta Uppsala universitet år 1593 återupprättades, förflyttades Stockholmskollegiets professorer dit, och kollegiet förföll fram till att det stängdes igen 1593.

## Historik
Utbildningsanstalten hade främst teologisk inriktning, med skiftande ursprungligen katolsk karaktär till sedan mer protestantisk.

### Katolsk högskola
Högskolan grundades av kung Johan III år 1576 och hade sin lokal inom det tidigare Gråbrödraklostret på Riddarholmen. Kollegiet leddes till en början av jesuitiska lärare, bland annat Laurentius Nicolai Norvegus, och var till år 1583 nästan uteslutande en bildningsanstalt för unga katolska och reformkatolska präster, som ditkallades av konungen och understöddes av honom. Undervisning skedde för uppemot cirka 300 personer.

### Protestantisk undervisning
Under 1580-talet ändrades utbildningens karaktär. Åren 1583 till 1587 anställdes och undervisade sex protestantiska lärare vid skolan, bland annat i grekiska och fysik. Däribland Ericus Jacobi Skinnerus, Nicolaus Olai Bothniensis och den senare ärkebiskopen Petrus Kenicius, som var professor och undervisade i dialektik.
Ericus Olai Skepperus utnämns till skolmästare (rektor) 27/6 1583.

### Upplösning
Arbetet förlamades dock mycket på grund av osäkerhet i den ekonomiska ställningen och de förföljelser, som drabbade lärarna för deras vägran att anta  liturgin under den liturgiska striden. Slutligen, när det år 1580 upplösta Uppsala universitet år 1593 återupprättades, förflyttades Stockholmskollegiets professorer dit, och kollegiet förföll.

## Bemärkta akademiker
- Laurentius Nicolai Norvegus
- Ericus Jacobi Skinnerus
- Nicolaus Olai Bothniensis
- Petrus Kenicius